# Tristan van Gilst
Tristan van Gilst (18 februari 2003) is een Nederlands voetballer die doorgaans speelt als vleugelaanvaller. Hij verruilt De Graafschap in de zomer van 2025 voor Heracles Almelo.

## Carrière

### PEC Zwolle
Tot de zomer van 2021 speelde Van Gilst in de jeugd van het Amsterdamse AFC, voordat hij vertrok naar de opleiding van PEC Zwolle. In de 31'ste speelronde werd hij voor het eerst opgeroepen voor de hoofdmacht in de uitwedstrijd tegen Ajax. Diezelfde wedstrijd maakte hij zijn debuut in de 68'ste minuut, hij verving Chardi Landu. Het was zijn enige wedstrijd voor PEC in twee seizoenen.

### De Graafschap
In de zomer van 2023 maakte hij transfervrij de overstap naar De Graafschap. Hij ondertekende een contract voor een seizoen met optie voor een tweede seizoen. Voor die club maakte hij op 29 september tegen Roda JC zijn debuut voor de club. Op 22 januari 2024 was hij tegen Jong PSV goed voor zijn eerste twee goals in het profvoetbal in een 4-2 overwinning. Met vijf goals en twee assists had hij een aandeel in het bereiken van de play-offs om promotie naar de Eredivisie, waarin ADO Den Haag in de eerste ronde te sterk was. Na het seizoen maakte De Graafschap gebruik van de optie in het contract van Van Gilst voor nog een extra seizoen. 
Hij begon sterk aan zijn tweede seizoen in Doetinchem, met drie goals en één assist in de eerste vijf wedstrijden. Tussen 18 oktober en 1 november scoorde hij tweemaal twee keer, in wedstrijden tegen opnieuw Jong PSV en FC Dordrecht. Op 21 februari 2025 scoorde hij tweemaal tegen Jong AZ, dat met 5-1 verslagen werd.

### Heracles Almelo
Op 30 april 2025 werd bekend dat Van Gilst aan het einde van het seizoen transfervrij zou tekenen bij Heracles Almelo, dat Eredivisievoetbal speelde. Hij tekende in Almelo een contract voor drie seizoenen tot de zomer van 2028.

## Carrièrestatistieken
| Seizoen                  | Club           | Competitie     | Competitie | Competitie | Beker | Beker | Overig | Overig | Totaal | Totaal |
| Seizoen                  | Club           | Competitie     | Wed.       | Dlp.       | Wed.  | Dlp.  | Wed.   | Dlp.   | Wed.   | Dlp.   |
| ------------------------ | -------------- | -------------- | ---------- | ---------- | ----- | ----- | ------ | ------ | ------ | ------ |
| 2021/22                  | PEC Zwolle     | Eredivisie     | 1          | 0          | 0     | 0     | 0      | 0      | 1      | 0      |
| 2022/23                  | PEC Zwolle     | Eerste divisie | 0          | 0          | 0     | 0     | 0      | 0      | 0      | 0      |
| 2023/24                  | De Graafschap  | Eerste divisie | 28         | 5          | 2     | 0     | 1      | 0      | 31     | 5      |
| 2024/25                  | De Graafschap  | Eerste divisie | 30         | 11         | 2     | 1     | 0      | 0      | 32     | 12     |
| Carrièretotaal           | Carrièretotaal | Carrièretotaal | 59         | 16         | 4     | 1     | 1      | 0      | 64     | 17     |
| Bijgewerkt op 3 mei 2025 |                |                |            |            |       |       |        |        |        |        |